# Anders Andrén
Anders Andrén, född 7 maj 1952 i Lund, är en svensk arkeolog och professor.
Han har varit professor i arkeologi vid Lunds universitet och har sedan 2005 samma tjänst vid Stockholms universitet. 
Anders Andrén är son till universitetskanslern, professor Carl-Gustaf Andrén och förlagsredaktör Karin Andrén, född Tengwall. Han är gift med Sanne Houby-Nielsen.

## Utmärkelser, ledamotskap och priser
- H.M. Konungens medalj i guld av 8:e storleken i Serafimerordens band (2020, Kon:sGM8mserafb) för framstående insatser inom det arkeologiska forskningsområdet.[2]
- Ledamot av Vitterhetsakademien (LHA, 2005)
- Ledamot av Vetenskapssocieteten i Lund (LVSL, 1991)[3]